# 1994年集團
1994年大学集團（英語：The 1994 Group）是历史上由一些英國規模較小的研究型大學所於1994年創立的。此組織的成立目的旨在回應另一聯盟——羅素大學集團的成立，以保衛本身的利益。2013年11月8日，大学集团董事会宣布该集团正式解散。

## 成員
現時1994年集團共有11所成員院校，它們都有一共通點：每間成員院校的學生人數都不超過20,000人。
| - 蘭卡斯特大學 - 東安格里亞大學 - 艾塞克斯大學 | - 萊斯特大學 - 倫敦大學金斯密斯學院 - 倫敦大學教育學院 | - 拉夫堡大学 - 倫敦大學亞非學院 - 倫敦大學伯貝克學院 | - 倫敦大學皇家霍洛威學院 - 薩塞克斯大學 - 薩里大學 |  |

### 前會員
- 巴斯大學 （于2012年10月退出）
- 曼彻斯特理工大学（曼彻斯特大学前身之一，2004年10月与曼徹斯特維多利亞大學合并成立曼彻斯特大学，并加入羅素大學集團）
- 倫敦政經學院（於2006年退出，加入羅素大學集團）
- 華威大學（於2008年7月退出，加入羅素大學集團）
- 杜倫大學（於2012年3月12日退出，加入羅素大學集團）
- 倫敦大學瑪麗皇后學院（於2012年3月12日退出，加入羅素大學集團）
- 埃克塞特大学（於2012年3月12日退出，加入羅素大學集團）
- 约克大学（於2012年3月12日退出，加入羅素大學集團）

## 宗旨
相比羅素大學集團，1994年集團的工作較傾向教育政策，它們就提升學生學習經驗和改革14—19歲的中學教育發表研究報告。

## 外部連結
- 1994年集團官方網站（页面存档备份，存于）